# Датски ландрас
Датски ландрас е датска порода свине с предназначение производство на месо и бекон.

## Разпространение
Породата е създадена в Дания, чрез целенасочена селекция. Поради добрите си угоителни характеристики и качеството на месото е широко разпространена в цял свят. В България е внесена през 2003 г.
Към 2008 г. броят на представителите на породата в България е бил 10 800 индивида.
Рисков статус (за България) – няма риск.

## Описание и характеристика на породата
Животните са с малка глава и големи клепнали напред и встрани уши. Гърбът е дълъг, бутовете са широки и добре замускулени. Кожата е мека, еластична и бледорозова.
Живородените прасета в прасило са 11 – 13 броя. Маса от 100 kg достигат на 173 дневна възраст. Средната дебелина на сланината при 100 kg маса е 2,26 cm, а постното месо в трупа е 61,4%.